# Tarchonantheae
Tarchonantheae és una tribu de plantes asteràcies.

## Gèneres
1. Tarchonanthus L.
2. Brachylaena R.Br.